# Parang (Sulu)
Parang (Bayan ng Parang) är en kommun i Filippinerna. Kommunen ligger på ön Suluöarna, och tillhör provinsen Sulu. Folkmängden uppgår till 54 994 invånare.

## Barangayer
Parang är indelat i 41 barangayer.
| - Alu Layag-Layag - Alu Pangkoh - Bagsak - Bawisan - Biid - Bukid - Buli Bawang - Buton - Buton Mahablo - Danapa - Duyan Kabao - Gimba Lagasan - Kaha - Kahoy Sinah | - Kanaway - Kutah Maas - Kutah Sairap - Lagasan Higad - Lanao Dakula - Laum Buwahan - Laum Suwah - Liang - Linuho - Lipunos - Lower Sampunay - Lumbaan Mahaba - Lungan Gitong - Lupa Abu | - Nonokan - Paugan - Payuhan - Piyahan - Poblacion (Parang) - Saldang - Sampunay - Silangkan - Taingting - Tikong - Tukay - Tumangas - Wanni Piyanjihan |